# Азат Арцах
«Азат Арцах» (арм. Ազատ Արցախ — «Свободный Арцах») — республиканская газета непризнанной Нагорно-Карабахской Республики (НКР). Была основана в 1923 году в Нагорно-Карабахской автономной области Азербайджанской ССР как местное партийное издание, а в 1988 году стала рупором Карабахского движения. Интернет-версия газеты выходит на трёх языках: армянском, русском и английском.

## История
Газета была основана 16 июня 1923 года. Изначально выходила в Шуше, в 1925 году переехала в Степанакерт (сейчас Ханкенди). Являлась официальным органом Нагорно-Карабахского областного комитета Коммунистической партии Азербайджана и Совета народных депутатов Нагорно-Карабахской автономной области.
Изначально выходила еженедельно, с 1967 года — раз в три дня, по состоянию на 1975 год — 6 раз в неделю, с 1991 года — ежедневно. По состоянию на 1928 год тираж газеты составлял 4600 экземпляров, по состоянию на 1975 год — 15 тысяч экземпляров.
В 1941—1945 годах и с 1980 года выходила русскоязычная версия газеты. Также в 1980 году в редакции газеты начал свою трудовою деятельность будущий президент НКР Аркадий Гукасян, в 1981 году ставший заместителем главного редактора газеты, а также бывший редактором русской версии издания.
В феврале 1988 года главный редактор Егише Саркисян был смещён, на его место пришёл Максим Ованнисян, при котором газета из партийного издания стала рупором Карабахского движения и главным информационным органом карабахских сторонников объединения с Арменией. Число подписчиков газеты возросло до 92 тысячи человек.
После введения чрезвычайного положения в НКР в январе 1990 года газета подверглась серьёзной цензуре. В 1991—1996 года являлась официальной газетой Верховного совета НКР. К 1998 году число подписчиков снизилось до 3 тысяч человек.

## Названия
- 1923: «Карабахи гехчук» (арм. Ղարաբաղի գեղջուկ — «Крестьянин Карабаха»),
- 1923—1940 и 1989—1992: «Хорурдаин Карабах» (Խորհրդային Ղարաբաղ — «Советский Карабах»),
- 1940—1989: «Советакан Карабах» (Սովետական Ղարաբաղ — «Советский Карабах»),
- 1992—1995: «Арцах» (Արցախ),
- 1995—1998: «Лернаин Карабахи Анрапетутюн» (Լեռնային Ղարաբաղի Հանրապետություն — «Нагорно-Карабахская Республика»),
- 1998—н. в.: «Азат Арцах» (Ազատ Արցախ — «Свободный Арцах»)

## Главные редакторы
За первые 70 лет своего существования газета сменила 19 главных редакторов.
- Серо Мануцян[азерб.]
- Сурен Ахумян
- Андраник Авакян
- Григор Хачьян
- Седрак Варданян
- Арменак Карапетян
- Григор Ованнисян
- Грант Шахраманян
- Григор Казарян
- Сергей Ярамишян
- Мамикон Маргарян
- Арсен Егиазарян
- Арташес Балаян
- Баграт Улубабян
- Лазр Гаспарян
- Арамаис Авакян
- Егише Саркисян (1984—1988)
- Ованнес Арзуманян (1966—1984)
- Егише Саркисян (1984—1988)
- Максим Ованнисян (1988—1992, 1995—1998)
- Комитас Даниелян[арм.] (1992—1994)
- Гегам Багдасарян[арм.] (1994—1995, 1998—1999)
- Микаел Аджян (1999—2000)
- Айказ Гагриян (2000—2004)
- Марсель Петросян (2004—2007)
- Мурад Петросян[арм.] (2007—2008)
- Леонид Мартиросян (2008—2018)
- Норек Гаспарян[арм.] (2018—н. в.)

## Награды
- Орден «Знак Почёта» (1973)[6].
- Орден «Месроп Маштоц» (2003)[9].